# Ludwigsplatz (Karlsruhe)
Der Ludwigsplatz in Karlsruhe ist einer der beliebtesten Plätze in der westlichen Innenstadt.
Der Platz hat seine Form aus zwei Dreiecken durch die Kreuzung von Straßen der Karlsruher Fächergrundrisses und dem Landgraben erhalten. Sein Name bezieht sich auf Großherzog Ludwig I. von Baden.
Bei der Erneuerung der Innenstadt in den 1970er Jahren ist der Ludwigsplatz von Parkplätzen zu einer Begegnungsstätte umgestaltet worden. Einige der bekanntesten Lokalitäten sind Café Ludwig's, Lehner's und Aposto sowie das Enchilada im Gebäude des ehemaligen Krokodil, das im Münchner Jugendstil gehalten ist.

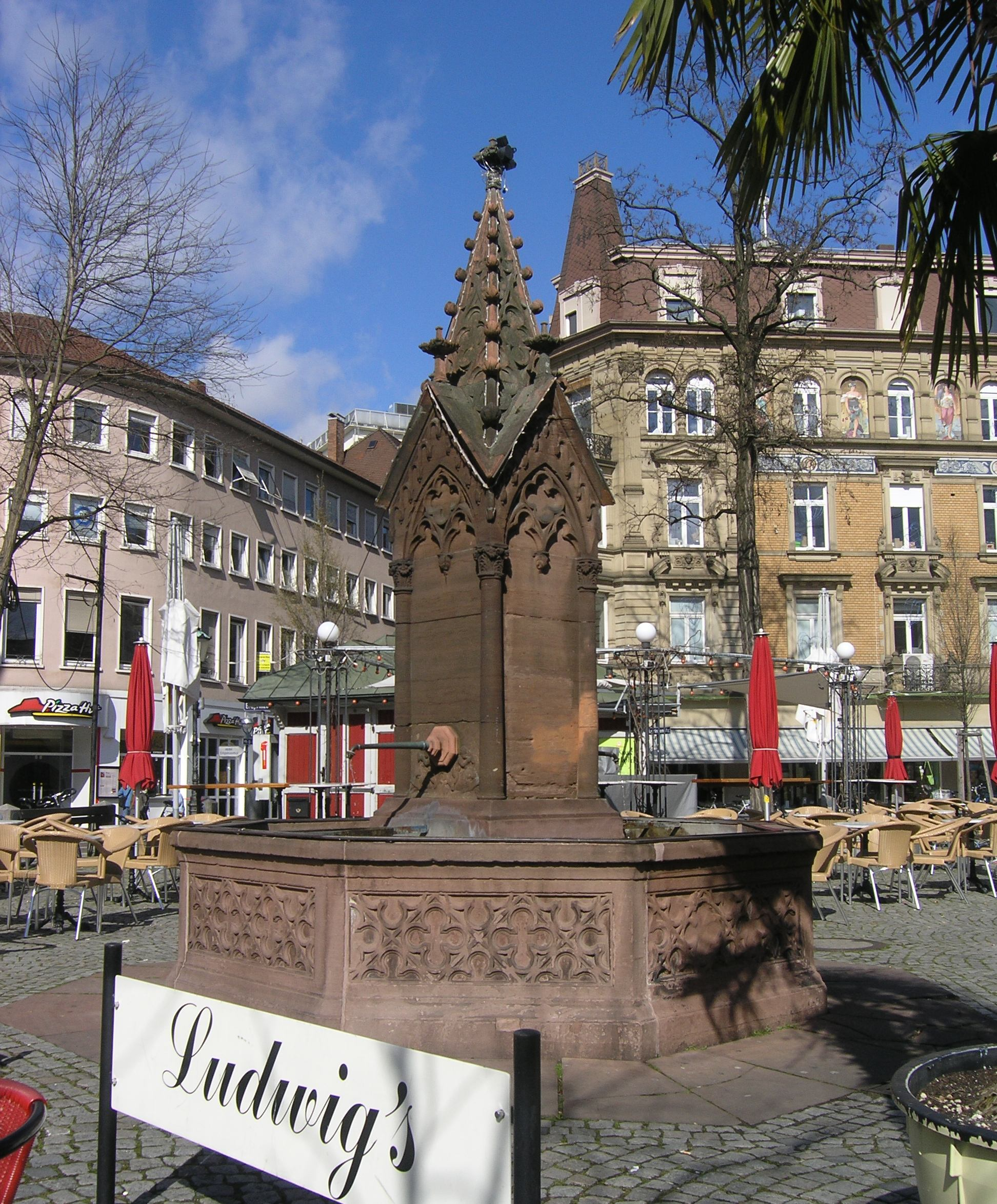
Weinbrenner-Brunnen

Im Zentrum des Platzes findet sich der um 1824 von Friedrich Weinbrenner im neogotischen Stil gestalteter Großherzog-Ludwig-Brunnen.